# Mistrzostwa Europy w Biegach Przełajowych 1997
4. Mistrzostwa Europy w Biegach Przełajowych – zawody lekkoatletyczne, które odbyły się w portugalskiej miejscowości Oeiras w roku 1997.

## Rezultaty

### Mężczyźni

#### Indywidualnie
| Medal  | Zawodnik                  | Rezultat  |
| Złoto  | Carsten Jørgensen · Dania | 27'19 min |
| Srebro | Claes Nyberg · Szwecja    | 27'20 min |
| Brąz   | Serhij Łebid · Ukraina    | 27'23 min |

#### Drużynowo
| Medal  | Drużyna    | Rezultat |
| Złoto  | Portugalia | 34 pkt   |
| Srebro | Francja    | 46 pkt   |
| Brąz   | Hiszpania  | 56 pkt   |

### Juniorzy

#### Indywidualnie
| Medal  | Zawodnik                     | Rezultat  |
| Złoto  | Gert-Jan Liefers · Holandia  | 15'45 min |
| Srebro | Günther Weidlinger · Austria | 15'50 min |
| Brąz   | Mustafa Mohamed · Szwecja    | 16'00 min |

#### Drużynowo
| Medal  | Drużyna    | Rezultat |
| Złoto  | Hiszpania  | 19 pkt   |
| Srebro | Portugalia | 43 pkt   |
| Brąz   | Rumunia    | 48 pkt   |

### Kobiety

#### Indywidualnie
| Medal  | Zawodnik                    | Rezultat  |
| Złoto  | Joalsiae Llado · Francja    | 17'20 min |
| Srebro | Elena Fidatov · Rumunia     | 17'33 min |
| Brąz   | Olivera Jevtić · Jugosławia | 17'37 min |

#### Drużynowo
| Medal  | Drużyna   | Rezultat |
| Złoto  | Francja   | 21 pkt   |
| Srebro | Rumunia   | 22 pkt   |
| Brąz   | Hiszpania | 46 pkt   |

### Juniorki

#### Indywidualnie
| Medal  | Zawodnik                  | Rezultat  |
| Złoto  | Sonja Stolić · Jugosławia | 09'09 min |
| Srebro | Mónica Rosa · Portugalia  | 09'15 min |
| Brąz   | Judith Heinze · Niemcy    | 09'16 min |

#### Drużynowo
| Medal  | Drużyna         | Rezultat |
| Złoto  | Niemcy          | 15 pkt   |
| Srebro | Jugosławia      | 33 pkt   |
| Brąz   | Wielka Brytania | 43 pkt   |